# Kelafo
Kelafo är ett distrikt i Etiopien. Det ligger i den sydöstra delen av landet, 700 km sydost om huvudstaden Addis Abeba.